# April True
April True (エイプリルトゥルーまたはエープリルトゥルー) とは、毎年4月1日のエイプリルフールに嘘をついても良いとされる風習に対して、翌日の4月2日には、普段言えない素直な気持ちを伝える日として(一社)横浜青年会議所により提唱された記念日のことである。
世界中の人々が普段言えない素直な気持ちを伝えあうことで、幸せな気持ちがひろがり、平和へとつながっていくことを目指している。

## 活動の歴史
発足以降は様々な形で、各種メディア、企業、プロスポーツチーム、学校等の公的機関とのコラボを行うことで恒久的な世界平和につながるよう活動を行っている。
2020年
2020年11月に横浜市で行われた2020JCI WORLD CONGRESS YOKOHAMAにて、(一社)横浜青年会議所が掲げる目的のひとつ世界平和を達成するために争いのないハッピーな1日を目指し世界へ発信された。
2021年
(一社)横浜青年会議所70周年記念事業として横浜市内の小学校、地元プロスポーツチームの試合会場でのはがきの配布を行い、April True当日の4月2日には世界的に有名なキャラクターとコラボレーションしたハガキを1,000枚限定で配布した。
2022年
横浜開港祭親善大使によるプロモーションが実施される。
2023年
April True・ウソのつぎの日、ホントの日をテーマにSNS投稿、地元プロスポーツチームの試合会場でブース設置を行いメッセージカードの配布やSNS投稿の写真撮影などを行う、また、おはなし・キャラクターコンテストを開催しテレビ神奈川にて受賞作品から作成したアニメCMが放映された。
2024年
(一社)日本記念日協会において4月2日をApril Trueの日に正式に記念日認定された。

## 歴代担当
April Trueプロジェクト発案者
2020JCI世界会議横浜大会：実行委員長 眞鍋 大介
April True歴代担当者
- 2020年　はまっ子総活躍委員会：委員長 大橋 真行
- 2021年　地域のリーダー育成委員会：委員長 北村 真太郎
- 2022年　不明
- 2023年　地域人財共育委員会：委員長 星野 圭美
- 2024年　マーケティング戦略委員会：委員長 新山 昭太